# Ban Khung Taphao
Ban Khung Taphao (em tailandês: บ้านคุ้งตะเภา) é uma aldeia em Khung Taphao, subdistrito de Mueang Uttaradit da província Uttaradit, Tailândia.

## Geografia
Ban Khung Taphao situa-se na zona norte de Tambon Khung Taphao sobre o rio Nan.

## Governo
O actual chefe da aldeia de Bhan Khung Taphao é Phu Yai Ban Somchai Samphaothong (em tailandês: สมชาย สำเภาทอง). O chefe constitui um cargo elegido, seguido por nomeação por parte do Mistério do Interior.

## Cultura
Os residentes desta região, são budistas Theravada. O culto ancestral é praticado na aldeia, em que as casas possuem santuários dedicados aos mais ancestrais de cada família. Nessas casas dos espíritos, designadas de San phra phum são feitas oferendas de comida e bebida dispondo estes elementos no objeto de culto.
As crianças frequentam a escola Ban Khung Taphao. Elas viajam para o instituto de ensino de bicicleta ou a pé. A vestimenta tradicional não é mais utilizada pelos moradores, com excepção a determinadas cerimónias religiosas.